# Piero Ferrari

Piero Ferrari, a destra, in compagnia del padre Enzo

Piero Ferrari, nato Piero Lardi e già Piero Lardi Ferrari (Castelvetro di Modena, 22 maggio 1945), è un imprenditore, dirigente d'azienda e dirigente sportivo italiano.

## Biografia
Nato dalla relazione extraconiugale di Enzo Ferrari, fondatore dell'omonima casa automobilistica, con la sua segretaria e in seguito compagna Lina Lardi (1911-2006), viene registrato all'anagrafe con il solo cognome della madre, in quanto le leggi vigenti all'epoca vietano agli uomini sposati di assegnare il loro cognome ai figli nati al di fuori del matrimonio. Dopo l'entrata in vigore del nuovo diritto di famiglia, nel 1975, Piero viene riconosciuto ufficialmente dal padre, ma anziché adottare il solo cognome paterno lo affianca a quello materno. Nel febbraio 1990, Piero e sua figlia Antonella presentano istanza al presidente della Repubblica Francesco Cossiga per poter abbandonare il cognome Lardi ed utilizzare solo Ferrari. La richiesta, preventivamente approvata dal ministro di grazia e giustizia Giuliano Vassalli, viene accolta ed il provvedimento diventa operativo con la pubblicazione del D.P.R. 5 dicembre 1990.
Fin da piccolo si appassiona e viene iniziato alla meccanica, anche se, al contrario di quanto sembrerebbe normale nel suo caso, non nelle officine di proprietà del padre a Maranello, ma nella bottega del riparatore di biciclette vicino di casa, con l'aiuto del quale riesce a costruirsi, da ragazzino, un velocipede. Durante quegli anni è molto legato alla nonna paterna Adalgisa Bisbini (1872-1965).
Diplomatosi perito industriale con specializzazione in meccanica nel 1964, presso l'Istituto tecnico industriale Fermo Corni di Modena, l'anno successivo Piero entra nell'azienda paterna ed il 13 settembre 1969 viene eletto nel consiglio di amministrazione della Ferrari. Nello stesso anno riceve dal padre il 10% del pacchetto azionario di Ferrari. Il primo incarico aziendale assegnatogli fu quello di catalogare, descrivere e archiviare tutti i componenti d'automobile risultati inappropriati, inefficaci o difettati, offrendo così a Piero la possibilità di avere un'ampia panoramica delle precedenti esperienze che gli consentirà, nel 1980, di assumere l'incarico di direttore esecutivo della gestione sportiva, con forti responsabilità nella produzione, nella gestione dei contratti, nella programmazione di nuovi progetti, nell'organizzazione del personale e nella supervisione dei regolamenti sportivi.
Nel 1988, in seguito ad alcune divergenze di vedute lascia la gestione sportiva e viene nominato vicepresidente della Ferrari, al fianco dell'allora presidente Vittorio Ghidella. Poche settimane dopo Enzo Ferrari muore, nominando il figlio suo erede universale. Piero assume così la proprietà del circuito di Fiorano e i beni di famiglia, tra cui la vecchia residenza del padre a Modena dove vive. Nel 1989 diventa presidente onorario del Centro Dino Ferrari, un centro di ricerca per le malattie neurodegenerative e muscolari dell'Università di Milano, situato nell'Istituto di Neurologia Clinica del Policlinico Universitario di Milano. Il centro, fondato nel 1981 dal Prof. Guglielmo Scarlato e dal padre Enzo, è intitolato al già citato Dino Ferrari, fratellastro di Piero prematuramente scomparso.
Nel 1998 fonda a Modena la High Performance Engineering, un'azienda di progettazione ingegneristica volta a studiare soluzioni tecniche avanzate nei settori motociclistico e automobilistico, particolarmente nella progettazione, calcolo e produzione di componenti per motori ad alte prestazioni e nello stesso anno inizia a dedicarsi al risanamento dell'azienda aeronautica Piaggio Aero Industries reggendone la presidenza dal 1998 al 2014. Per queste sue attività ha ricevute la laurea honoris causa in ingegneria aerospaziale dall'Università degli Studi di Napoli Federico II nel 2004, e la laurea honoris causa in ingegneria industriale meccanica dall'Università degli Studi di Modena e Reggio Emilia nel 2005. Dal 1998 al 2001 è stato presidente della Commissione Sportiva Automobilistica Italiana. Nel 2022 la rivista Forbes valuta il suo patrimonio personale a 4,6 miliardi di euro, e lo colloca all'ottavo posto come persona più ricca d'Italia.

### Vita privata
Piero Ferrari era fratellastro di Dino Ferrari, figlio di Enzo Ferrari e della sua prima moglie Laura Garello, nato nel 1932 e morto ventiquattrenne nel 1956, quando Piero aveva 11 anni, a causa della distrofia di Duchenne; i due figli del Drake non si sono mai incontrati.
Piero Ferrari è stato sposato con Floriana Nalin, da cui ha avuto la figlia Antonella, che lo ha reso nonno di due nipoti, Enzo e Piero. Hanno divorziato nel 2019. Nel luglio 2021 a Capri ha sposato Romina Gingașu, ingegnere e dirigente aziendale in campo aeronautico.